# Zvjezdan Misimović
Zvjezdan Misimović (în sârbă Звјездан Мисимовић, pronunțat [zʋjězdan misǐːmoʋitɕ]; n. 5 iunie 1982) este un fost fotbalist care a jucat cel pentru Bayern München, VfL Wolfsburg, Galatasaray, Dinamo Moscova și Beijing Renhe ca mijlocaș ofensiv. Misimovic este cel de-al patrulea jucător ca număr de selecții din istoria echipei naționale a Bosniei și Herțegovinei, cu 84. Cele 25 de goluri internaționale marcate de el cel îl fac și cel de-al treilea golgheter al echipei. El a reprezentat Bosnia și Herțegovina la Campionatul Mondial din 2014.
Înainte de a ajunge la Dinamo Moscova, Misimovic s-a făcut remarcat în timp ce juca pentru VfL Wolfsburg, cu care a câștigat Bundesliga în sezonul 2008-2009. În același sezon, el a dat douăzeci de pase decisive, cele mai multe din acel sezon.

## Tinerețe
Misimovic s-a născut într-o familie de gastarbeiteri sârbo-bosnieci care au emigrat în Germania de Vest din Bosanska Gradiška la sfârșitul anilor 1960.

## Cariera pe echipe

### Cariera timpurie
Cunoscut în Germania ca Zwetschge (o prună germană) din cauză că numele său se pronunța asemănător acestui fruct, Misimovic a jucat mai întâi pentru Bayern München, ajungând la VfL Bochum la începutul sezonului 2004-2005 și la 1. FC Nürnberg în iulie 2007.

### VfL Wolfsburg
Misimovic a câștigat Bundesliga cu VfL Wolfsburg în sezonul 2008-2009 și a dat 20 de pase decisive pentru club, care a fost numărul record de pase într-un sezon al Bundesligii, până când Kevin De Bruyne l-a depășit, tot pentru Wolfsburg, în sezonul 2014-2015.

### Galatasaray
La 31 august 2010, Galatasaray a anunțat că Misimovic a semnat un contract de patru ani cu suma de transfer fiind de 7 milioane de euro. Pe 18 noiembrie 2010, Misimovic a fost trimis la echipa a doua de către antrenorul Gheorghe Hagi, pentru că „nu avea nevoie de el în echipă”.

### Dinamo Moscova
La 3 martie 2011, Misimovic a semnat cu echipa rusă Dinamo Moscova, care a plătit pentru el 4,5 milioane de euro. El a semnat un contract până în 2014. Înainte de a pleca de la Galatasaray, Misimovic l-a făcut pe Gheorghe Hagi „un mincinos”, dar a adăugat că își dorește toate cele bune pentru fostul său club. La 19 martie 2011, Misimovic a marcat primul gol pentru Dinamo din penalty împotriva lui Rostov.
Misimovic a continuat să înscrie, printre cele mai importante goluri marcate pentru Dinamo fiind cele din sferturile de finală și semifinalele Cupei Rusiei din sezonul 2011-2012. Ambele goluri au fost marcate în același mod - din lovituri de pedeapsă în minutul 73.

### Guizhou Renhe
La 4 ianuarie 2013, Misimovic a semnat un contract pe trei ani cu noul său club. Între 22 martie și 3 aprilie 2013, Misimovic a jucat trei meciuri pe trei continente. '
În martie 2015, Misimovic a anunțat că se va retrage din fotbalul profesionist, la vârstă de 32 de ani. Cu toate acestea, el a revenit asupra deciziei după ce a semnat cu Guizhou Renhe în iunie 2015. El și-a anunțat retragerea din nou la 8 ianuarie 2017, de această dată definitiv.

## Cariera internațională

### Tineret
Misimovic a jucat pentru echipa națională a Republicii Federale Iugoslavia sub 18 ani, care a jucat la Campionatul European de Fotbal de la aceeași categorie de vârstă din 2001 , desfășurat în Finlanda. În acea echipă, a jucat alături de Nemanja Vidić și Danko Lazović.
Misimovic a jucat apoi în echipa națională a FR Iugoslaviei sub 21 de ani, într-un singur meci, intrând pe teren în minutul 85 împotriva Franței în noiembrie 2002. Antrenorul principal al echipei sub 21 de ani, Vladimir Petrović Pižon, a renunțat la Misimovic, spunându-i că este supraponderal și lent.

### Seniori
Până la sfârșitul anului 2003 și la începutul anului 2004, Misimovic, de 21 de ani, nu își alesese încă echipa națională. El a fost abordat în sala de forță a lui Bayern München de coechipierul său Hasan Salihamidžić, care i-a propus să joace pentru echipa națională a Bosniei și Herțegovinei. Misimovic a acceptat imediat și a debutat pentru Bosnia sub conducerea lui Blaj Slišković la 18 februarie 2004 într-un meci amical împotriva Macedoniei.

### Calificările la Campionatul Mondial din 2006

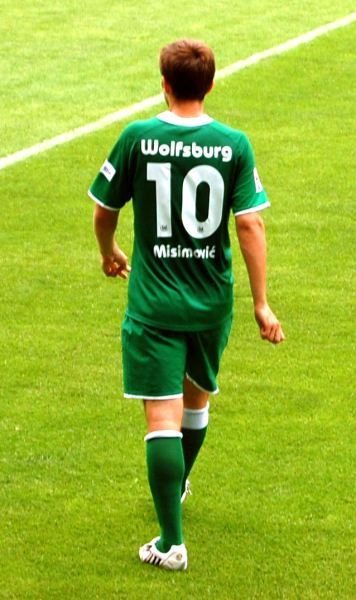
Misimovic jucând pentru Wolfsburg.

Misimovic a fost folosit rar de către Slišković în timpul campaniei de calificare pentru Campionatul Mondial din 2006. El a jucat 90 de minute în meciul de deschidere împotriva Spaniei și apoi în cel împotriva Serbiei și Muntenegrului, ambele jucate acasă. A intrat din postura de rezervă în meciul cu Belgia. A marcat un gol cu Lituania, a jucat în victoria din deplasare cu San Marino și a înscris în partida cu Spania din Valencia, cu echipa sa fiind egalată în minutul 96. În ultimele patru partide din calificări (victorie acasă împotriva Belgiei, victorie în deplasare la Lituania, victorie acasă asupra San Marinoului și înfrângere în deplasare cu Serbia și Muntenegru), Slišković l-a lăsat pe Misimović pe bancă, folosindu-l în ultimele 15-20 de minute ale fiecărui meci.

### Calificările pentru Euro 2008
Campania de calificare la UEFA Euro 2008 a început în toamna anului 2006, cu Slišković încă selecționerul echipei și cu Misimovic la 24 de ani, devenind titular și golgheter. Meciul de deschidere a grupei cu Malta a fost urmat de o înfrângere șocantă cu 1-3 în Ungaria, care a dus la demisia lui Slišković, pe care și-a retras-o câteva săptămâni mai târziu rămânând în continuare. Forma dezamăgitoare urma să fie confirmată de egalul scor 2-2 cu Moldova, cu Misimovic reușind să marcheze un gol la scorul de 2-0. Patru zile mai târziu, Bosnia a fost învinsă crunt  de către Grecia acasă, cu 0-4, forțându-l pe Slišković să demisioneze pentru a doua oară în trei luni - de această dată demisia a fost definitivă.
Pe măsură ce pauza de iarnă în calificări a trecut, echipa bosniacă se afla într-o situație de criză, iar relațiile din cadrul echipei au fost tensionate la maximum. Acest lucru i-a făcut pe 13 jucători ai echipei naționale din Bosnia (Misimovic, Džemal Berberović, Vladan Grujić, Mladen Bartolović, Mirko Hrgović, Zlatan Bajramović, Saša Papac, Emir Spahić, Ninoslav Milenković, Ivica Grlić, Mirsad Bešlija, Kenan Hasagić și Almir Tolja) să anunțe în cotidianul Dnevni Avaz, că vor boicota toate meciurile echipei naționale până când patru oficiali ai federației, Milan Jelić, Iljo Dominković, Sulejman Čolaković și Ahmet Pašalić își dau demisia. Câteva luni mai târziu, la sfârșitul lunii decembrie 2006, a fost anunțat noul selecționer, Fuad Muzurović. În legătură cu amenințea cu boicotul, Misimovic a negat că a semnat vreodată un astfel de document și a afirmat că relația sa cu Federația a fost întotdeauna una amiabilă.
Sub noul antrenor principal Muzurović, Misimovic a rămas titular, devenind căpitanul echipei naționale.

#### Șase luni sub Meho Kodro
După ce Meho Kodro l-a înlocuit pe Muzurović ca antrenor principal la inceputul lunii ianuarie 2008, una dintre modificările pe care le-a făcut a fost să-i ia banderola de căpitan lui Misimović și să i-o dea fundașului Emir Spahic, 27 de ani, care tocmai s-a întors în echipa nationala după ce a boicotat-o în toamna anului 2006. La 8 aprilie 2008, Misimovic (în vârstă de doar 25 de ani) și-a anunțat retragerea din echipa națională, citând motivele de sănătate, deoarece nu mai era capabil să mențină rigorile fizice de joc atât la club, cât și pentru țară. Cu toate acestea, mulți au speculat că sănătatea nu are nimic de-a face cu anunțul brusc al lui Misimovic. Aceste suspiciuni au fost confirmate cu două zile mai târziu de către managerul general al echipei naționale bosniale, Elvir Bolić, care a sugerat că Misimovic ar fi putut să revină asupra deciziei și a dezvăluit că antrenorul Meho Kodro va călători în Germania pentru a vizita personal jucătorul și pentru a discuta despre "motivele reale" care au dus la decizia sa. La 12 aprilie 2008, după ce a vorbit cu Kodro, Misimovic s-a răzgândit, iar Asociația de Fotbal din Bosnia și Herțegovina (NSBiH) a anunțat că a decis să își continue cariera internațională.
Sub următorul antrenor Çiro Blažević, în timpul meciului de calificare la Campionatul Mondial din 2010, Misimovic s-a afirmat ca lider de necontestat al echipei pe teren, prezentând abilități rafinate de joc și calități de conducere. Performanțele sale bune au început cu un hat-trick într-o victorie de 7-0 asupra Estoniei la 10 septembrie 2008. Bosnia a terminat grupa pe locul al doilea, calificându-se astfel pentru playoff-ul împotriva Portugaliei în noiembrie 2009.
Cu toate acestea, campania de calificare s-a încheiat cu o un gust amar atât pentru Misimovic, cât și pentru echipă. Misimovic a avut o evoluție slabă în prima etapă în deplasare la Lisabona și a fost criticat la scenă deschisă pentru meciul slab făcut de el, chiar și de selecționerul Blažević însuși, care l-a criticat public. Două zile mai târziu (și cu două zile înaintea returului de pe 18 noiembrie), stafful medical a anunțat că Misimovic va fi indisponibil în retur deoarece s-a accidentat la genunchi.'
Controversa a apărut trei zile mai târziu, pe 21 noiembrie, când a jucat 90 de minute pentru VfL Wolfsburg în Bundesliga, ceea ce a dus la acuzații vehemente din partea mass-mediei bosniace că s-a dat accidentat. Antrenorul principal Blažević a mers mai departe, acuzându-l în mod direct pe Misimovic de sabotarea lui. Blažević a făcut aluzie la etnia sârbă a lui Misimovic; sugerând o conspirație „la instrucțiunile prim-ministrului Republicii Srpska Milorad Dodik și a lobby-ul sârb pentru că Republica Srpska va pierde totul dacă Bosnia se califică la Campionatul Mondial.” Când a fost informat despre comentariile lui Blažević, Misimovic a răspuns că nu va juca pentru Bosnia și Herțegovina, atâta timp cât Blažević va rămâne în funcția de antrenor și l-a acuzat pe Blažević că îl scoate țap ispășitor pentru a devia atenția de la jocul slab cu Portugalia în ambele meciuri. Chiar dacă și-a declarat intenția de a pleca chiar înainte de cele mai recente cuvinte ale lui Misimovic, răspunsul lui Blažević a fost că el va părăsi postul deoarece „Misimovic este mai important pentru această echipă decât mine”. Blažević a anunțat apoi brusc că el și Misimovic s-au împăcat după ce Blažević l-ar fi sunat pe Misimovic ca să-l felicite pentru nașterea fiului său, dar Misimovic a anunțat două săptămâni mai târziu că nu s-a împăcat cu antrenorul.'
Blažević și-a anunțat chiar intenția de a merge la Wolfsburg pentru meciul din grupele Ligii Campionilor dintre VfL Wolfsburg și Manchester United pentru a-l vizita personal Misimović, dar nu a făcut-o. În câteva zile, Blažević a demisionat din funcția de antrenor principal al Bosniei, dezvăluind că a avut o ofertă din China, iar la conferința de presă a susținut că Misimovic este singurul vinovat pentru necalificarea Bosniei la Campionatul Mondial din 2010.

### Calificările pentru Euro 2012

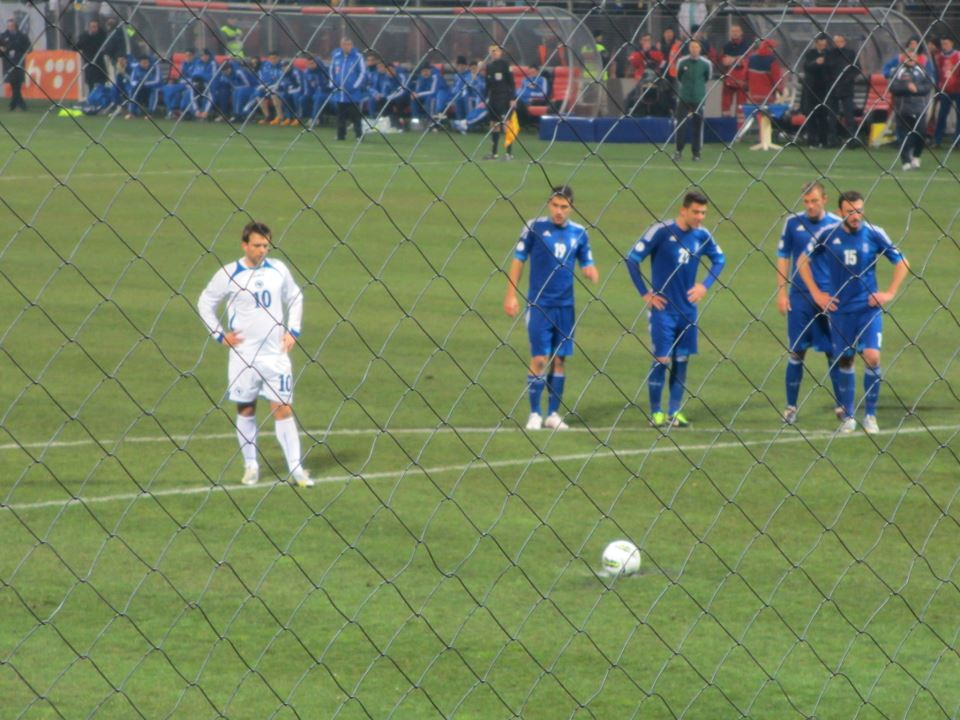
Zvjezdan Misimović executând o lovitură de departajare în meciul cu Grecia.

Misimovic a jucat în cel de-al 51-lea meci pentru echipa națională împotriva Luxemburgului în septembrie 2010, egalând recordul lui Elvir Bolić pentru cele mai multe selecții pentru Bosnia. Misimovic l-a depășit pe Bolić într-un meci împotriva Franței în Sarajevo, pe 7 septembrie, făcându-l cel mai selecționat jucător din istoria echipei naționale, cu 52 de meciuri jucate. Bosnia nu a reușit să se califice pentru Euro 2012 după ce a pierdut din nou în playoff împotriva Portugaliei. Misimović a înscris un gol dintr-o lovitură de pedeapsă la Lisabona.

### Campionatul Mondial din 2014
Misimovic i-a dat două pase de gol lui Edin Džeko într-o victorie asupra Greciei la Zenica. Presa din Bosnia l-a lăudat spunând că el și Džeko joacă la fel de bine la națională ca la VfL Wolfsburg. Lovitura de pedeapsă împotriva Greciei a fost scoasă de portarul Orestis Karnezis, dar coechipierul Vedad Ibišević a reușit să înscrie din mingea respinsă de portar ducând scorul la 3-0 (scorul final fiind de 3-1). Bosnia a reușit să se califice pentru primul turneu final ca națiune independentă, după ce a terminat pe primul loc, la egalitate de puncte, dar cu golaveraj mai bun și cu rezultatele directe în favoarea ei.
Misimovic și Bosnia s-au confruntat cu Argentina în primul meci al Campionatului Mondial. După aproape trei minute de joc, o lovitură liberă executată de Lionel Messi a ajuns la Marcos Rojo, care a șutat în Sead Kolašinac, marcând un autogol. Acesta a fost cel mai rapid gol din istoria Cupei Mondiale. În a doua repriză, Messi a marcat din marginea suprafeței de pedeapsă. Misimovic a fost înlocuit 11 minute mai târziu. Cu cinci minute de meci rămase, Ibišević a marcat dintr-o pasă dată de Senad Lulić, care a fost primul gol marcat la Campionatului Mondial de Bosnia. Meciul s-a terminat cu 2-1.
În următorul meci decisiv, împotriva Nigeriei, Misimović a fost integralist. Un gol marcat de Džeko a fost anulat controversat pe motiv de ofsaid, reluările arătând că golul său a fost valabil. În schimb, Nigeria a preluat conducerea în minutul 29 cu un gol marcat de Peter Odemwingie. Bosnia a egalat după ce șutul lui Džeko a fost deviat în propria poartă de portarul nigerian Vincent Enyeama în prelungiri. Nigeria a câștigat meciul, iar Bosnia a fost eliminată cu un meci înainte de terminarea fazei grupelor. Misimovic nu a fost folosit ultimul meci împotriva Iranului, iar Bosnia a obținut prima sa victorie la Campionatul Mondial.
În august 2014, în urma primei și singurei sale prezențe la Campionatul Mondial, Misimovic și-a anunțat retragerea permanentă din echipa națională.

## Viața personală
Misimovic este etnic sârb  și creștin ortodox. Poreclele sale sunt Miske și Zwetschge („prună”). Echipa lui preferata este Steaua Roșie Belgrad, echipă la care a declarat că și-ar fi dorit să se retragă.
Soția lui Misimovic, Stefanija, este din Strumica, Macedonia. Cuplul are trei fii împreună: Luka (n. 2004), Niko (n. 2009) și Noel (născut în 2013).

## Statistici privind cariera

### Club
Din 22 octombrie 2016.
| Performanța pe echipe | Performanța pe echipe | Performanța pe echipe | Ligă      | Ligă      | Cupă         | Cupă         | Cupa Ligii | Cupa Ligii | Continental | Continental | Total   | Total  |
| Sezon                 | Club                  | Ligă                  | Meciuri   | Goluri    | Meciuri      | Goluri       | Meciuri    | Goluri     | Meciuri     | Goluri      | Meciuri | Goluri |
| Germania              | Germania              | Germania              | Campionat | Campionat | DFB-Pokal    | DFB-Pokal    | Altele     | Altele     | Europa      | Europa      | Total   | Total  |
| --------------------- | --------------------- | --------------------- | --------- | --------- | ------------ | ------------ | ---------- | ---------- | ----------- | ----------- | ------- | ------ |
| 2000–2001             | Bayern München II     | Regionalliga Süd      | 12        | 1         | —            | —            | —          | —          | —           | —           | 12      | 1      |
| 2001–2002             | Bayern München II     | Regionalliga Süd      | 31        | 14        | —            | —            | —          | —          | —           | —           | 31      | 14     |
| 2002–2003             | Bayern München II     | Regionalliga Süd      | 28        | 8         | 1            | 0            | —          | —          | —           | —           | 29      | 8      |
| 2002–2003             | Bayern München        | Bundesliga            | 1         | 0         | 0            | 0            | 0          | 0          | 0           | 0           | 1       | 0      |
| 2003–2004             | Bayern München II     | Regionalliga Süd      | 31        | 21        | —            | —            | —          | —          | —           | —           | 31      | 21     |
| 2003–2004             | Bayern München        | Bundesliga            | 2         | 0         | 1            | 0            | 0          | 0          | 0           | 0           | 3       | 0      |
| 2004–2005             | VfL Bochum            | Bundesliga            | 31        | 3         | 2            | 1            | 1          | 0          | 2           | 0           | 36      | 4      |
| 2005–2006             | VfL Bochum            | 2. Bundesliga         | 31        | 11        | 2            | 1            | —          | —          | —           | —           | 33      | 12     |
| 2006–2007             | VfL Bochum            | Bundesliga            | 30        | 7         | 2            | 1            | —          | —          | —           | —           | 32      | 8      |
| 2007–2008             | 1. FC Nürnberg        | Bundesliga            | 28        | 10        | 2            | 3            | 1          | 0          | 6           | 1           | 37      | 14     |
| 2008–2009             | VfL Wolfsburg         | Bundesliga            | 33        | 7         | 4            | 0            | —          | —          | 8           | 4           | 45      | 11     |
| 2009–2010             | VfL Wolfsburg         | Bundesliga            | 31        | 10        | 2            | 2            | —          | —          | 12          | 2           | 45      | 14     |
| 2010–2011             | VfL Wolfsburg         | Bundesliga            | 1         | 0         | 1            | 0            | —          | —          | —           | —           | 2       | 0      |
| Turcia                | Turcia                | Turcia                | Campionat | Campionat | Cupa Turciei | Cupa Turciei | Cupa Ligii | Cupa Ligii | Europa      | Europa      | Total   | Total  |
| 2010–2011             | Galatasaray           | Süper Lig             | 9         | 0         | 0            | 0            | —          | —          | 0           | 0           | 9       | 0      |
| Rusia                 | Rusia                 | Rusia                 | Campionat | Campionat | Cupa Rusiei  | Cupa Rusiei  | Cupa Ligii | Cupa Ligii | Europa      | Europa      | Total   | Total  |
| 2011–2012             | Dinamo Moscova        | Prima Ligă Rusă       | 35        | 8         | 4            | 2            | —          | —          | 0           | 0           | 39      | 10     |
| 2012–2013             | Dinamo Moscova        | Prima Ligă Rusă       | 9         | 0         | 1            | 0            | —          | —          | 4           | 0           | 14      | 0      |
| China                 | China                 | China                 | Campionat | Campionat | Cupa CFA     | Cupa CFA     | Cupa Ligii | Cupa Ligii | Asia        | Asia        | Total   | Total  |
| 2013                  | Beijing Renhe         | CSL                   | 24        | 5         | 6            | 2            | —          | —          | 5           | 0           | 35      | 7      |
| 2014                  | Beijing Renhe         | CSL                   | 25        | 6         | 1            | 1            | —          | —          | 4           | 0           | 30      | 7      |
| 2015                  | Beijing Renhe         | CSL                   | 15        | 2         | 1            | 0            | —          | —          | —           | —           | 16      | 2      |
| 2016                  | Beijing Renhe         | A doua Ligă Chineză   | 24        | 4         | 0            | 0            | —          | —          | —           | —           | 24      | 4      |
| Total                 | Germania              | Germania              | 290       | 92        | 17           | 8            | 2          | 0          | 28          | 7           | 337     | 107    |
| Total                 | Turcia                | Turcia                | 9         | 0         | 0            | 0            | 0          | 0          | 0           | 0           | 9       | 0      |
| Total                 | Rusia                 | Rusia                 | 44        | 8         | 5            | 2            | 0          | 0          | 4           | 0           | 53      | 10     |
| Total                 | China                 | China                 | 88        | 17        | 8            | 3            | 0          | 0          | 9           | 0           | 105     | 20     |
| Total carieră         | Total carieră         | Total carieră         | 367       | 105       | 28           | 12           | 2          | 0          | 37          | 7           | 434     | 124    |

### Goluri internaționale
Misimović a marcat 25 de goluri. Pe pagina Asociației de fotbal a Bosniei și Herțegovinei se afirmă că ar fi marcat 26 de goluri, statistică care este incorectă. Pentru meciul Bosnia vs Turcia din timpul calificărilor pentru UEFA EURO 2008, site-ul arată (a se vedea link-ul de referință  la data de 2 iunie 2007) că Misimović a marcat un gol, dar de fapt a fost coechipierul său Muslimović care a marcat un gol în acel meci. Pe site este trecut, de asemenea, încă un meci din cauza unei erori de duplicare pe site a aceluiași meci. În plus, Misimović nu a înscris un gol împotriva Lituaniei la 30 martie 2005, ci coechipierul său Elvir Bolić cu tricoul numărul 7. Această notă ar trebui să rămână activă până când Nogometni / Fudbalski Savez Bosnia și Herțegovina (Federația de Fotbal din Bosnia și Herțegovina) își corectează greșeala.
Scoruri și rezultate tabel. Scopul țării Bosniei și Herțegovinei este cel dintâi:
| Gol | Dată               | Stadion                                         | Adversar          | Scor | Rezultat | Competiție                         |
| --- | ------------------ | ----------------------------------------------- | ----------------- | ---- | -------- | ---------------------------------- |
| 1.  | 31 martie 2004     | Stade Josy Barthel, Luxembourg City, Luxembourg | Luxemburg         | 1–0  | 2–1      | Amical                             |
| 2.  | 28 aprilie 2004    | Bilino Polje, Zenica, Bosnia și Herțegovina     | Finlanda          | 1–0  | 1–0      | Amical                             |
| 3.  | 8 iunie 2005       | Estadio Mestalla, Valencia, Spania              | Spania            | 1–0  | 1–1      | Calificările pentru CM 2006        |
| 4.  | 28 februarie 2006  | Signal Iduna Park, Dortmund, Germania           | Japonia           | 1–1  | 2–2      | Amical                             |
| 5.  | 31 mai 2006        | Azadi Stadium‚ Tehran, Iran                     | Iran              | 1–0  | 2–5      | Amical                             |
| 6.  | 2 septembrie 2006  | Ta' Qali Stadium, Ta' Qali, Malta               | Malta             | 5–1  | 5–2      | Calificările pentru UEFA Euro 2008 |
| 7.  | 6 septembrie 2006  | Bilino Polje, Zenica, Bosnia și Herțegovina     | Ungaria           | 1–3  | 1–3      | Calificările pentru UEFA Euro 2008 |
| 8.  | 7 octombrie 2006   | Stadionul Zimbru, Chișinău, Moldova             | Republica Moldova | 1–2  | 2–2      | Calificările pentru UEFA Euro 2008 |
| 9.  | 24 martie 2007     | Ullevaal Stadion, Oslo, Norvegia                | Norvegia          | 1–0  | 2–1      | Calificările pentru UEFA Euro 2008 |
| 10. | 19 noiembrie 2008  | Ljudski vrt, Maribor, Slovenia                  | Slovenia          | 2–1  | 4–3      | Amical                             |
| 11. | 10 septembrie 2008 | Bilino Polje, Zenica, Bosnia și Herțegovina     | Estonia           | 1–0  | 7–0      | Calificările pentru CM 2010        |
| 12. | 10 septembrie 2008 | Bilino Polje, Zenica, Bosnia și Herțegovina     | Estonia           | 2–0  | 7–0      | Calificările pentru CM 2010        |
| 13. | 10 septembrie 2008 | Bilino Polje, Zenica, Bosnia și Herțegovina     | Estonia           | 3–0  | 7–0      | Calificările pentru CM 2010        |
| 14. | 28 martie 2009     | Cristal Arena, Genk, Belgium                    | Belgia            | 4–1  | 4–2      | Calificările pentru CM 2010        |
| 15. | 14 octombrie 2009  | Bilino Polje, Zenica, Bosnia și Herțegovina     | Spania            | 2–5  | 2–5      | Calificările pentru CM 2010        |
| 16. | 10 decembrie 2010  | Mardan Sports Complex, Antalya, Turcia          | Polonia           | 2–2  | 2–2      | Amical                             |
| 17. | 6 septembrie 2011  | Bilino Polje, Zenica, Bosnia și Herțegovina     | Belarus           | 1–0  | 1–0      | Calificările pentru UEFA Euro 2012 |
| 18. | 7 octombrie 2011   | Bilino Polje, Zenica, Bosnia și Herțegovina     | Luxemburg         | 2–0  | 5–0      | Calificările pentru UEFA Euro 2012 |
| 19. | 7 octombrie 2011   | Bilino Polje, Zenica, Bosnia și Herțegovina     | Luxemburg         | 3–0  | 5–0      | Calificările pentru UEFA Euro 2012 |
| 20. | 15 noiembrie 2011  | Estádio da Luz, Lisbon, Portugalia              | Portugalia        | 1–2  | 2–6      | Play-off UEFA Euro 2012            |
| 21. | 7 septembrie 2012  | Rheinpark Stadion, Vaduz, Liechtenstein         | Liechtenstein     | 1–0  | 8–1      | Calificările pentru CM 2014        |
| 22. | 7 septembrie 2012  | Rheinpark Stadion, Vaduz, Liechtenstein         | Liechtenstein     | 2–0  | 8–1      | Calificările pentru CM 2014        |
| 23. | 11 septembrie 2012 | Bilino Polje, Zenica, Bosnia și Herțegovina     | Letonia           | 1–1  | 4–1      | Calificările pentru CM 2014        |
| 24. | 11 septembrie 2012 | Bilino Polje, Zenica, Bosnia și Herțegovina     | Letonia           | 3–1  | 4–1      | Calificările pentru CM 2014        |
| 25. | 11 octombrie 2013  | Bilino Polje, Zenica, Bosnia și Herțegovina     | Liechtenstein     | 2–0  | 4–1      | Calificările pentru CM 2014        |

## Titluri

### Club
Bayern München
- Bundesliga: 2002-2003

VfL Bochum
- 2. Bundesliga: 2005-2006

VfL Wolfsburg
- Bundesliga: 2008-2009

Guizhou Renhe
- Cupa Chinei: 2013
- Supercupa Chinei: 2014